# 마리아 호세 (1995년 텔레노벨라)
《마리아 호세》(스페인어: María José)은 1995년 방영된 멕시코의 텔레노벨라이다.